# Streblorrhiza speciosa
Streblorrhiza speciosa är en ärtväxtart som beskrevs av Stephan Ladislaus Endlicher. Streblorrhiza speciosa ingår i släktet Streblorrhiza och familjen ärtväxter. Inga underarter finns listade i Catalogue of Life.